# Utunk
Utunk („Drumul nostru”) a fost un săptămânal literar, artistic și critic în limba maghiară care a fost publicat la Cluj în perioada 1946-1989.
În paginile revistei au publicat scriitori maghiari cunoscuți precum Gábor Gaál, István Asztalos, György Kovács, József Méliusz, István Nagy, András Sütő, Ferenc Szemlér, János Szász și Lajos Letáy.

## Istoric
Ziarul a fost fondat la Cluj în 1946, după cel de-al Doilea Război Mondial, de Asociația Scriitorilor Maghiari din România, iar din 1949, după desființarea asociației, a fost publicat de Uniunea Scriitorilor din România ca un ziar în limba maghiară. Primul redactor-șef al publicației a fost Gábor Gaál, căruia i-au succedat Pál Sőni și László Földes, iar din 1959 Lajos Letáy. Péter Marosi a condus rubrica de critică literară a ziarului.
Utunk publica rapoarte săptămânale despre evenimentele literare, culturale, teatrale și artistice ale comunității maghiare din Transilvania. În prima jumătate a anilor 1950 articolele publicate în ziar erau marcate de un schematism ce caracteriza viața culturală din întreaga Europă de Est.
Situația s-a schimbat la sfârșitul anilor 1950 și începutul anilor 1960, iar László Földes a putut publica scrieri ale unor autori marginalizați până atunci și o serie de articole despre literatură interbelică maghiară din România.
Genul preferat al Transilvaniei, reportajul, a beneficiat de un spațiu extins în paginile ziarului Utunk, contribuind la o mai bună cunoaștere a regiunii. În anii 1970 tinerii poeți și prozatori au obținut un spațiu mai mare. Ziarul a dobândit un stil neo-avangardist și a încercat să apere cultura maghiară de aspirațiile opresive ale dictaturii de la București.
Între anii 1968 și 1989 au apărut 22 de almanahuri Utunk évkönyv cu o selecție atentă a materialelor publicate. Revista s-a confruntat în ultimul deceniu al regimul comunist (anii 1980) cu lipsa hârtiei și lipsa frecventă de fonduri.
Ziarul Utunk și-a încetat apariția după Revoluția din 1989, apărând în locul ei revista Helikon.

## Publiciști colaboratori
- Daróczi-Szabó Árpád
- Gergely Tamás
- Görbe István
- Gredinár Aurél
- Gréda József
- Járai Rezső
- Jeney-Lám Erzsébet
- Maderspach Viola
- Márkó Imre
- Marx József
- Máté Gábor
- Mátis Béla
- Mátray László
- Medgyesi Emese
- Mihálka György
- Miklós László
- Miklósi-Sikes Csaba
- Molnár János
- Molnár Zsófi
- Mottl Román
- Mózes-Finta Edit
- Mózes Magda
- Mráz Lajos
- Murvai László
- Nagy Annamária
- Serényi József
- Serényi-Sprenger Ferenc
- Sipos András
- Sróth Ödön
- Suba Dani
- Sükösd János
- Szabó Pál Endre
- Szabó Sándor
- Szabó Sándor
- Számadó Ernő
- Szász Béla
- Szász-Mihálykó Attila
- Szekernyés László
- Szenyei Sándor
- Szives Sándor
- Szőcs Ráchel
- Sztojka László
- Sztranyiczki Gábor
- Tabák László
- Takács Gábor
- Tamás Tímea
- Tapodi Zsuzsa
- Telegdi Magda
- Tóth József
- Török Csorja Viola
- Török László
- Török Sándor
- Tövissi Lajos
- Tuduka Oszkár
- Vágó Béla
- Vajda Ferenc
- Vajda Gyula
- Vallasek Márta
- Varga Gábor
- Varró Ilona
- Vita László
- Vitus K. György
- Weissmann Endre
- Zimán József
- Zsigmond Ferenc
- Zsisku János

## Keresztút
Keresztút a fost un supliment publicat de Utunk. Primul număr a apărut în decembrie 1977; revista a apărut inițial la intervale mari de timp, din 1980 de trei ori pe an și din ianuarie 1983 a avut o frecvență lunară și un număr total de 16 pagini. Conținea cuvinte încrucișate, puzzle-uri și diferite alte jocuri. Redactorii publicației au fost Edit Lőrinczy și Tibor Rámai.